# Euphorbia exserta
Euphorbia exserta là một loài thực vật có hoa trong họ Đại kích. Loài này được (Small) Coker mô tả khoa học đầu tiên năm 1912.